# 鄱阳北站
鄱阳北站，位于中华人民共和国江西省上饶市鄱阳县田畈街镇，是衢九铁路上的火车站，2017年12月28日开通启用，由南昌铁路局九江车务段管辖。
车站原名鄱阳站，2023年7月更名为鄱阳北站。

## 车站结构

### 站房
鄱阳北站站房面积6000平方米，外立面设计以天鹅展翅为意向，以体现鄱阳湖作为世界上最重要的候鸟越冬栖息地之一这一特征。候车大厅设有600个座位并专门设有妇幼残优先爱心座位，此外还设有热水间、卫生间、便民超市及便民餐桌等设施。
- 售票处
- 位于售票处旁的进站口
- 候车室
- 出站口

### 站场
| 1F | 站房     | 进站口、售票、候车、检票口        |
| 1F | 侧式站台 |                                   |
| 1F | 1站台    | 衢九铁路 往衢州方向（景德镇北站） |
| 1F | 通过线   | 衢九铁路上行列车通过线            |
| 1F | 通过线   | 衢九铁路下行列车通过线            |
| 1F | 2站台    | 衢九铁路 往九江方向（油墩街站）   |
| 1F | 岛式站台 |                                   |
| 1F | 预留货场 |                                   |